# Gothika
Pour plus de détails, voir Fiche technique et Distribution.
Gothika est un thriller fantastique américain réalisé par Mathieu Kassovitz et sorti en 2003.
Une psychiatre s'occupant de femmes psychopathes se réveille dans l'une des cellules de l'institution psychiatrique qui l'emploie. Elle est accusée du meurtre, dont elle n'a aucun souvenir, de son mari. Elle va tenter de retrouver la mémoire pour connaître la vérité.

## Synopsis
Miranda Grey (Halle Berry) est médecin psychiatre dans une unité psychiatrique spécialisée d'un centre de détention. Cette unité ne soigne que des femmes ayant tué ou blessé des gens. Miranda a un entretien avec l'une des patientes, Chloe Sava (Penélope Cruz), qui a assassiné son beau-père. Selon Chloe, cet homme l'avait violée à plusieurs reprises.
Miranda complète sur son ordinateur des éléments dans le dossier de sa patiente, puis nage dans la piscine de l'établissement, après avoir été au bureau de son époux, Dr Douglas Grey (Charles S. Dutton), directeur de l'unité psychiatrique. Elle croise aussi Pete Graham (Robert Downey Jr.), un autre psychiatre qui depuis longtemps est attiré par elle.
Elle essaie de rentrer au domicile conjugal, alors que la pluie est intense. La route habituelle est coupée en raison d'un affaissement. Contrainte de prendre une déviation, elle est surprise par une jeune femme en plein milieu de la route près d'un pont. Pour ne pas la percuter, elle fait un écart et a un accident. Miranda va voir la jeune femme, et à son contact subit un phénomène étrange comme si elle prenait feu et s'évanouie.
Miranda se réveille enfermée dans une cellule, détenue au sein de l’unité psychiatrique dans laquelle elle travaille. Elle a un entretien avec Pete, qui l'informe qu'elle est suspectée d'avoir tuée à coups de hache Douglas. Ses empreintes digitales ont été retrouvées sur les lieux du carnage et sur la hache. Elle est hospitalisée depuis trois jours. Au ton de Pete, elle comprend que ce dernier la croit coupable des faits.
Elle rencontre ensuite son avocat, et lui aussi pense qu'elle a assassiné son époux. Il lui propose de plaider le délire mental et l'abolition du discernement.
Interrogée par le shérif Bob Ryan (John Carroll Lynch), meilleur ami de Douglas, Miranda ne sait que répondre. Le shérif lui montre les photos de la scène de crime, un vrai carnage. 
Ayant un entretien avec son collègue le Dr Phil Parsons (Bernard Hill), elle remarque dans son bureau une photographie d'une jeune femme en qui elle reconnaît l'apparition entraperçue sur la route, peu avant son coma. Parsons lui explique qu’il s'agit de sa fille Rachel, morte quatre ans auparavant. Elle se serait suicidée.
Par la suite, Miranda aperçoit Chloe Sava en train de se faire agresser dans une pièce de l’unité psychiatrique. Échappant à la vigilance des surveillants, elle se précipite pour venir à son aide. Avant d'être maîtrisée, elle a le temps de voir un homme torse nu avec un tatouage représentant une femme en train de brûler.
La nuit suivante, Miranda est agressée par un fantôme. Lorsque les soignants viennent la voir dans la cellule, elle en profite pour s'échapper de la cellule, puis de l'unité psychiatrique, puis du centre de détention. Prenant un véhicule d'un gardien, elle retourne à son domicile et retrouve les lieux du carnage. Elle a des « flashes » et comprend que c'est vraiment elle qui a tué sauvagement son époux. Elle comprend aussi qu'elle était « possédée » par un esprit qui s'est servi d'elle. Regardant une photo la montrant avec son mari, elle remarque une trace de sang sur l'arrière-plan de la photo. Cette tache de sang étant située sur la ferme dont le couple est propriétaire, elle décide de s'y rendre. Elle arrive sur les lieux et découvre, au sous-sol de la grange, un endroit composé d'un lit, d'anneaux, d'instruments de torture, de médicaments et de somnifères. Une jeune femme est emprisonnée à proximité dans un espace confiné.
La police a suivi la trace de Miranda et est arrivée à la grange. On découvre que le sous-sol avait été aménagé pour y séquestrer et torturer de jeunes femmes. Un caméscope montre un film avec une victime dans lequel le Dr Douglas Grey était le bourreau.
Miranda est désarçonnée quand elle découvre la vérité. Elle se demande si son époux n'était pas en lien avec un autre homme, dans une relation de type mentor / disciple. Elle suppose aussi que Chloe a dit la vérité, et que la Rachel avait été tuée par son époux et par son complice.
Interrogée une seconde fois dans le bureau du shérif Bob Ryan, elle évoque la personnalité du second bourreau : un homme traumatisé par sa mère, un père absent, souffrant d'une grande solitude, frustré sexuellement, cherchant à assouvir un goût du pouvoir sur autrui. Au cours de l'entretien, le shérif montre qu’il peut correspondre à ce portrait, puis finit par avouer ses liens avec Douglas dans leurs activités de tortionnaires et de tueurs. Il tente de tuer Miranda mais celle-ci est aidée par l'esprit vengeur de Rachel qui l'a tant de fois accompagnée ces derniers jours. Le shérif Ryan est tué.
Miranda, libre, retourne chez elle, voyant sur la route un jeune garçon qui disparaît au passage d'un camion. On comprend que probablement elle verra des esprits quand elle sera sur les lieux d'une mort violente.

## Fiche technique
- Titre : Gothika
- Réalisation : Mathieu Kassovitz
- Scénario : Sebastian Gutierrez
- Musique : John Ottman
- Photographie : Matthew Libatique
- Montage : Yannick Kergoat
- Décors : Graham 'Grace' Walker
- Costumes : Kym Barrett
- Production : Susan Downey, L. Levin, Joel Silver, Robert Zemeckis, Melina Kevorkian, Richard Mirisch, Don Carmody, Steve Richards et Gary Ungar (de)
- Sociétés de production : Columbia Pictures, Warner Bros. Pictures et Dark Castle Entertainment
- Distribution : Columbia TriStar Films (France), Warner Bros. (États-Unis)
- Budget : 40 millions de dollars
- Pays de production :  États-Unis
- Langue originale : anglais
- Format : couleurs - 1,85:1 - DTS / Dolby Digital / SDDS - 35 mm
- Genre : thriller psychologique, fantastique, horreur
- Durée : 98 minutes
- Dates de sortie :
  - États-Unis : 13 novembre 2003 (première) ; 21 novembre 2003 (sortie nationale)
  - France : 7 janvier 2004
  - Belgique : 10 mars 2004
  - Suisse : 17 mars 2004
- Classification[1] :
  - États-Unis : R
  - France : interdit aux moins de 12 ans

## Distribution
Légende : Version Française = VF et Version Québécoise = VQ
- Halle Berry (VF : Sara Martins ; VQ : Isabelle Leyrolles) : Miranda Grey
- Robert Downey Jr. (VF : Bernard Gabay ; VQ : Daniel Lesourd) : Pete Graham
- Penélope Cruz (VF : Ethel Houbiers ; VQ : Viviane Pacal) : Chloe Sava
- Charles S. Dutton (VF : Jean-Michel Martial ; VQ : François L'Écuyer) : Dr Douglas Grey
- John Carroll Lynch (VF : Bernard Métraux ; VQ : Benoît Rousseau) : le shérif Bob Ryan
- Bernard Hill (VF : Georges Claisse ; VQ : Jean-Marie Moncelet) : Dr Phil Parsons
- Dorian Harewood (VF : Bruno Henry ; VQ : Marc-André Bélanger) : Teddy Howard
- Bronwen Mantel (en) : Irene
- Kathleen Mackey : Rachel Parsons
- Matthew G. Taylor (VF : Boris Rehlinger) : Turlington
- Michel Perron (VQ : Louis-Georges Girard) : Joe
- Terry Simpson : un garde

## Production
Il s'agit du premier projet à gros budget de la société de production Dark Castle Entertainment (division de Silver Pictures), créée par le producteur Joel Silver. Le budget est estimé à 40 millions de dollars. Il s'agit de la quatrième collaboration entre Halle Berry et le producteur Joel Silver, après Le Dernier samaritain en 1991, Ultime décision en 1996 et Opération Espadon en 2001.
Joel Silver contacte l'acteur-réalisateur Mathieu Kassovitz après avoir vu Les Rivières pourpres dans un vol pour Paris. Dès son arrivée, il le contacte et lui propose plusieurs scénarios. Mathieu Kassovitz choisit alors celui de Gothika, écrit par Sebastian Gutierrez qui devait un temps mettre lui-même en scène le film. Le titre Gothika renvoie à la littérature gothique apparue à la fin du XVIIIe siècle et mettant souvent en scène des personnages prisonniers de lieux isolés et en proie à des phénomènes macabres et/ou surnaturels.

### Tournage
Initialement prévu en Australie, le tournage s'est déroulé du 10 avril à juin 2003 à Montréal à l'Institut universitaire en santé mentale de Montréal et à Léry pour le tournage de la maison où le personnage d'Halle Berry aurait tué son mari, ainsi qu'à la prison de Saint-Vincent-de-Paul, à Laval. Certaines scènes ont également été tournées à l'école secondaire d'Oka. Halle Berry s'est cassé le bras en tournant une scène avec Robert Downey Jr., qui était censé lui saisir le bras et le tordre, mais l'ayant fait trop violemment, le bras s'est cassé. À la suite de cet incident, la production fut arrêtée durant huit semaines. C'est durant ce tournage que l'acteur rencontre sa future femme Susan Downey.

## Bande originale
- Reach Out I'll Be There par The Four Tops.
- Papa Was a Rollin' Stone par The Temptations.
- Behind Blue Eyes par Limp Bizkit (générique de fin).

## Sortie et accueil

### Critique
Le film reçoit des critiques globalement négatives. Sur l’agrégateur de critiques Rotten Tomatoes, il n'obtient que 14% d'avis favorables pour 168 critiques et une note moyenne de 4,1⁄10. Le consensus suivant résume les critiques compilées par le site : « Les talents d'acteur de Berry ne peuvent pas sauver Gothika de son intrigue absurde et de ses mauvais dialogues ». Sur Metacritic, il obtient une note moyenne de 38⁄100 pour 36 critiques.
Sur le site Allociné, qui recense 18 critiques de presse, le film obtient la note moyenne de 2,7⁄5
.

### Box-office
Produit pour un budget estimé à 40 millions de dollars, le film récolte plus de 141 millions de dollars au box-office mondial.
| Pays ou région     | Box-office        | Date d'arrêt du box-office | Nombre de semaines |
| ------------------ | ----------------- | -------------------------- | ------------------ |
| États-Unis, Canada | 59 694 580 $      | 18 mars 2004               | 16                 |
| France             | 1 525 792 entrées | -                          | -                  |
| Total mondial      | 141 591 324 $     |                            |                    |

## Distinctions
- Prix Black Reel 2004 : nomination au prix de la meilleure actrice pour Halle Berry
- MTV Movie Awards 2004 : nomination au prix de la meilleure actrice pour Halle Berry